# Индонезийский луциан
Индонезийский луциан (лат. Lutjanus bitaeniatus) — вид лучепёрых рыб из семейства луциановых. Распространены в восточной части Индийского океана и центрально-западной части Тихого океана. Максимальная длина тела 30 см.

## Описание
Тело веретенообразное, умеренно высокое, его высота укладывается 2,3—2,5 раз в стандартную длину тела. Рыло немного заострённое. Верхний профиль головы почти прямой, очень плавно снижается к окончанию рыла. Предглазничная кость узкая, её ширина меньше диаметра глаза. Слабо развиты предглазничные выемка и выпуклость. Зубы на сошнике расположены в форме полумесяца, без срединного выступа. Язык с пятном зубов. На первой жаберной дуге 18—19 жаберных тычинок, из них 11—12 на нижней части (включая рудиментарные). В спинном плавнике 10 жёстких и 13—14 мягких лучей. В анальном плавнике 3 жёстких и 8—9 мягких лучей. Задний край спинного и анального плавников закруглённый. В грудных плавниках 16—17 мягких лучей. Хвостовой плавник усечённый или с небольшой выемкой. Над боковой линей ряды чешуй косо поднимаются к спинной поверхности.
Спина и верхняя часть тела красные, нижняя часть тела и брюхо розовые или серебристо-белые. Плавники красноватые, за исключением бледно-коричневого хвостового плавника. У молоди вдоль середины тела проходит продольная чёрная полоса, у основания хвостового плавника имеется черноватая отметина в форме полумесяца; брюхо, анальный и брюшные плавники часто желтоватые.
Максимальная длина тела 30 см.

## Ареал и места обитания
Известны только по нескольким экземплярам, отловленных у берегов Индонезии (Суматра и Сулавеси), в Арафурском море и у западной Австралии. Обитают в рифовых зонах на глубине от 40 до 80 м. Ведут одиночный образ жизни, иногда образуют небольшие группы.